# 趙之成
趙 之成（ちょう しせい、1899年 – 没年不詳）は中華民国の官僚・実業家。中華民国臨時政府で各職を歴任した。当時において、王揖唐の派閥に属していた人物と見なされている。また、江紹杰と共に王揖唐の側近における重鎮格と評価する文献もある。

## 事績
清末に日本へ留学し、法政大学法律科を卒業したとされる。
王克敏・王揖唐らが中華民国臨時政府を創立すると、趙之成もこれに参与した。1938年（民国27年）1月1日、趙は教育部（総長：湯爾和）参事に任命された。同年9月18日、組織改革により内政部が成立すると、王揖唐が内政部総長となる。同月28日、趙は内政部民政局長へと異動した。
1940年（民国29年）3月30日、南京国民政府（汪兆銘政権）に臨時政府が合流し、華北政務委員会に改組される。内政部は内務総署に改組され、5月4日に内務総署民政局長代理に任命された。ただし実際には、3月30日の時点で事実上の重任となっていた可能性が高い。
王揖唐が華北政務委員会委員長兼内務総署督弁となった後の8月1日、趙之成は民政局長代理を免ぜられる。11月30日、教育総署秘書主任代理に任命され、翌月に教育総署督弁となった周作人を補佐している。その一方で実業界でも活動し、中日実業株式会社や新民印書館、井陘煤鉱股份有限公司などで取締役（董事）をつとめている。
1944年以降における趙之成の動向は不詳である。

## 注
1. 1 2  尾崎監修(1940)、224頁。
2. ↑  法政大学中国研究会編(1949)、18頁。
3. ↑  張(2012)、192頁。
4. ↑  東亜問題調査会(1941)、57頁。
5. ↑  ただし江紹杰の評価については相当な疑義がある。当人の記事を参照。
6. ↑  法政大学中国研究会編(1949)、18頁に卒業生として記載されているものの、卒業年や学科は「不明」とされている。
7. ↑  臨時政府令、民国27年1月1日（『政府公報』第1号、民国27年1月17日、臨時政府行政委員会公報処、16頁）。
8. ↑  なお王揖唐は、臨時政府発足当初に振済部総長となっている。
9. ↑  臨時政府令、令字第270号、民国27年9月28日（『政府公報』第37号、臨時政府行政委員会公報処、民国27年10月3日、3頁）。
10. ↑  劉ほか編(1995)、1021頁。
11. ↑  華北政務委員会任用令、任字第20号、民国29年5月4日（『華北政務委員会公報』第1-6期合刊、民国29年6月9日、本会9頁）。
12. ↑  華北政務委員会令、会字第43号、民国29年8月1日（『華北政務委員会公報』第13-18期合刊、民国29年8月9日、本会7頁）。
13. ↑  華北政務委員会令、会字第131号、民国29年11月30日（『華北政務委員会公報』第31-36期、民国29年11月、本会8頁）。
14. ↑  帝国興信所編『帝国銀行会社要録 昭和十八年版（三十一版）』、180頁。
15. ↑  『東京株式取引所調査彙報』14巻186号、昭和18年5月、41頁。
16. ↑  『北支開發事業の現況 大陸特輯版』日支問題研究会、1942年、45頁。